# Empis flavinervis
Empis flavinervis är en tvåvingeart som beskrevs av Philippi 1865. Empis flavinervis ingår i släktet Empis och familjen dansflugor. Inga underarter finns listade i Catalogue of Life.